# Onychopterocheilus glomeratus
Onychopterocheilus glomeratus är en stekelart som först beskrevs av Giordani Soika 1977.  Onychopterocheilus glomeratus ingår i släktet Onychopterocheilus och familjen Eumenidae. Inga underarter finns listade i Catalogue of Life.